# 스위스 초콜릿

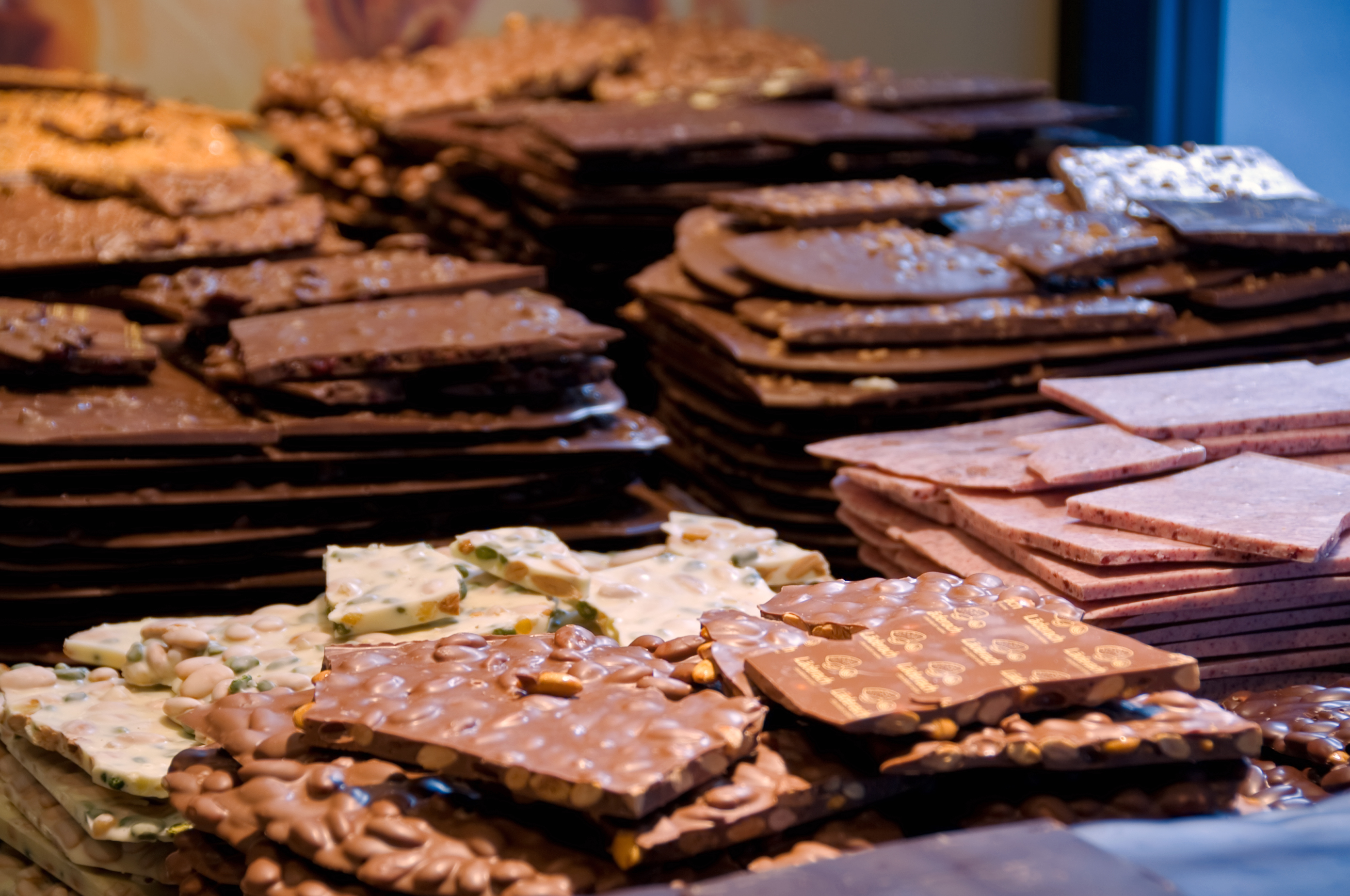
취리히 가게에서 판매되는 초콜릿

스위스 초콜릿(Swiss chocolate, 독일어: Schweizer Schokolade, 프랑스어: Chocolat Suisse, 이탈리아어: Cioccolato Svizzero)은 스위스에서 생산되는 초콜릿이다. 코코아콩과 사탕수수 같은 기타 재료는 스위스 외부에서 생산되지만, 초콜릿의 실제 생산은 스위스에서 이루어져야 한다. 스위스 초콜릿은 많은 유명 해외 초콜릿 브랜드들과 함께 높은 품질로 국제적인 명성을 얻고 있다.
스위스는 특히 가장 많이 소비되는 초콜릿 종류인 밀크 초콜릿으로 유명하다. 1875년 스위스 제과업자 다니엘 피터(Daniel Peter)는 연유를 사용하여 최초의 고형 밀크 초콜릿을 개발했는데, 이는 피터의 브베(Vevey) 이웃이었던 앙리 네슬레가 발명한 것이었다.
우유 외에도 코코아 외에도 다양한 재료가 사용되어 가장 인기 있는 초콜릿 바를 만든다. 특히 견과류(주로 헤이즐넛과 아몬드)와 말린 과일(건포도)이 포함된다.

## 역사
17세기에는 스위스에서 초콜릿 가공이 시작되었다. 18세기에 초콜릿은 티치노주와 같은 일부 지역에서만 생산되었다.
19세기 초에는 스위스 서부에 최초의 기계화된 초콜릿 공장이 세워졌다. 선구적인 산업 종사자 중에는 프랑수아-루이 카이예르, 필리프 쉬샤르 및 샤를-아메디 콜러가 있다.
19세기 후반, 스위스 초콜릿이 해외로 퍼지기 시작했다. 브베의 다니엘 피터가 밀크 초콜릿을 발명한 것과 로돌프 린트(Rodolphe Lindt)가 콘칭을 발명한 것이 이와 밀접하게 연관되어 있다. 대부분의 대규모 초콜릿 공장은 19세기와 20세기 초에 설립되었다.